# Rákov (Krasnodar)
Rákov (del ruso: Раков) es un jútor del raión de Kanevskaya del krai de Krasnodar, en Rusia. Está situado en las tierras bajas de Kubán-Azov, al este del estuario del río Beisug, 9 km al suroeste de Kanevskaya y 105 km al norte de Krasnodar, la capital del krai. Tenía 5 habitantes en 2010.
Pertenece al municipio Pridorozhnoye.